# Zarječa
Zarječa (cyr. Зарјеча) – wieś w Bośni i Hercegowinie, w Republice Serbskiej, w mieście Doboj. W 2013 roku liczyła 293 mieszkańców.